# Kiefferulus dux
Kiefferulus dux är en tvåvingeart som först beskrevs av Oskar Augustus Johannsen 1905.  Kiefferulus dux ingår i släktet Kiefferulus och familjen fjädermyggor. Inga underarter finns listade i Catalogue of Life.